# 马鞍山乡 (西昌市)
马鞍山乡，是中华人民共和国四川省凉山彝族自治州西昌市下辖的一个乡镇级行政单位。

## 行政区划
马鞍山乡下辖以下地区：
马鞍村、天星村、幸福村、茶叶村、甘伍村和沙土村。